# Formiguer de Klages
El formiguer de Klages (Drymophila klagesi) és una espècie d'ocell de la família dels tamnofílids (Thamnophilidae).

## Hàbitat i distribució
Viu als bosquets de bambú de les muntanyes del nord-est de Colòmbia i nord de Veneçuela.